# Julio Fossa Calderón
Julio Fossa Calderón (geboren 17. Oktober 1874 in Valparaíso; gestorben 18. Januar 1946 in Paris) war ein chilenischer Maler.
Fossa hatte ersten Unterricht in Malerei ab 1896 am Liceo von Valparaíso bei Juan Francisco González. 1897 nahm er Zeichenunterricht bei Evaristo A. Garrido und ab 1898 studierte er an der Escuela de Bellas Artes de Santiago bei Pedro Lira. Im selben Jahr wurden seine ersten Bilder im Salón Oficial de Santiago ausgestellt.
1906 erhielt er ein Stipendium für einen Europaaufenthalt und studierte an der Académie Julian bei Jean Paul Laurens. Zugleich nahm er mit seinem Landmann, dem Bildhauer Lucas Tapia, Unterricht an einer städtischen Schule am Boulevard du Montparnasse. 1910 wurde er an der École des Beaux-Arts aufgenommen, wo er die Meisterklasse von Fernand Cormon besuchte.
Nach einer Italienreise kehrte Fossa 1920 nach Chile zurück und wurde Nachfolger von Alberto Valenzuela Llanos als Professor für Malerei an der Escuela de Bellas Artes. Nach einem erneuten Parisaufenthalt von 1922 bis 1930 wurde er auf Vorschlag des Rektors der Universidad de Chile, Armando Quezada Acharán, Leiter der Academia de Bellas Artes und übernahm die Lehrstühle für Malerei und künstlerische Anatomie. Bei der Exposición Ibero-Americana in Sevilla gewann er mit einem Porträt seiner Frau Julia Núñez Squella eine Medaille Erster Klasse für Malerei.
1932 ging Fossa erneut nach Europa und wurde offizieller Hofmaler am belgischen Hof. Hier entstanden die Porträts des Königs Leopold III. und seiner Frau Astrid von Schweden. In Frankreich wurde er 1937 als Ritter der Ehrenlegion ausgezeichnet. Im selben Jahr ernannte ihn Präsident Arturo Alessandri Palma zum Kulturattaché an der chilenischen Botschaft in Rom und der französischen Gesandtschaft.
Bei Ausbruch des Zweiten Weltkrieges blieb Fossa in Paris, wo er 1946 verstarb. Auch seine Tochter Beatrice Fossa wurde als Malerin bekannt.

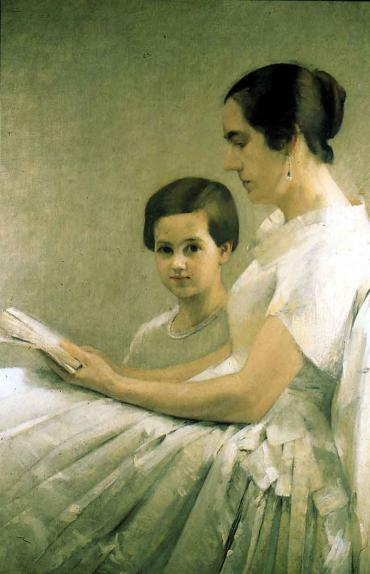
Madre e hija

## Werke
- Los Huérfanos, 1912, Öl auf Leinwand, 98 × 123 cm
- Lucette, Öl auf Leinwand, 139 × 103 cm
- Recordando, 1913, Öl auf Leinwand, 40 × 33 cm
- Desnudo de Mujer, 1932, Öl auf Leinwand und Holz, 47 × 34 cm
- Desnudo, Öl auf Leinwand, 116 × 86 cm
- Madre e Hija, Öl auf Leinwand, 107 × 95 cm
- La toilette, Öl auf Leinwand, 106 × 89 cm
- Chalanas del Sena, Öl auf Holz, 16 × 25 cm